# Ball dels Set Pecats Capitals
El Ball dels Set Pecats Capitals és una dansa única a tota Catalunya, amb una tradició que es remunta al segle xv. La primera referència data de l'any 1407 i és considerat per alguns estudiosos com un ball parlat..Només es balla el 22 de setembre a la tarda, durant el seguici de Santa Tecla, en el marc de les Festes de Santa Tecla de Tarragona, i simula el combat entre les virtuts i els pecats segons la tradició cristiana. El Ball dels Set Pecats Capitals és un ball antiquíssim, probablement vinculat a la Processó de Corpus dels segles xiv i xv a Tarragona. Els estudiosos creuen que en la seva versió arcaica degué tenir parlaments, una espècie de batussa divertida entre els pecats i les virtuts. Després de segles d'oblit, el ball va ser recuperat l'any 2003 per l'Esbart Dansaire de Tarragona.

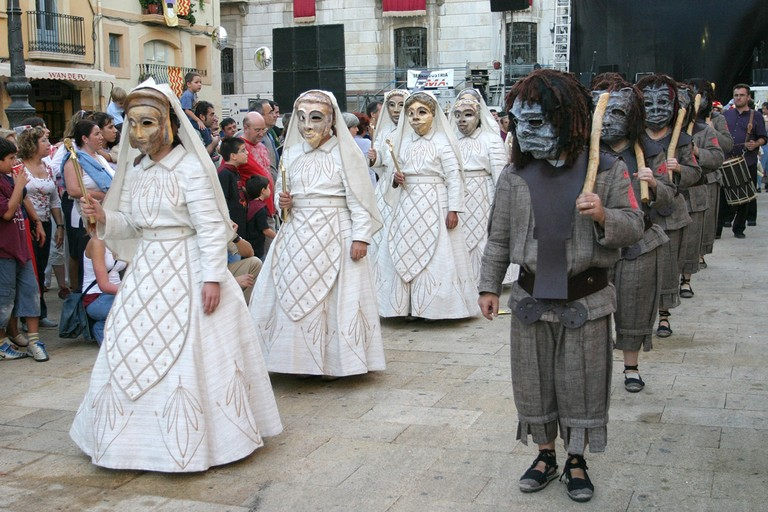
Ball dels set pecats capitals a Tarragona

## Coreografia
El Ball dels Set Pecats Capitals només es representa el dia 22, en acabar el seguici de Santa Tecla, a la Plaça de les Cols. El ball simula de forma al·legòrica l'enfrontament entre els pecats i les virtuts i com aquestes aconsegueixen imposar-se.
Els balladors d'aquesta dansa porten unes màscares i uns vestits dissenyats per Nines Sempere, i estan inspirats en monuments locals (Catedral i Pont del Diable), intentant donar vida a les pedres.
El ball l'executen catorze persones distribuïdes en dues fileres. Durant tot el seguici els catorze balladors avancen en dues fileres, al so de la música d'una cobla de ministrers, però en determinats espais i moments s'executa una espècie de coreografia molt senzilla. Les dues fileres de balladors avancen, giren i van fent un doble cercle. Quan el cercle està format, i després d'una volta sobre si mateixos, les Virtuts comencen a girar en el sentit de les agulles del rellotge mentre que els Pecats ho fan en el sentit contrari. El ball continua amb l'encreuament dels Pecats i les Virtuts, que es van tornant per xocar els seus respectius elements, vares i porres, en el centre del cercle.

## Les set virtuts
A l'esquerra hi ha els set balladors que representen les virtuts cardinals. Les imatges simbòliques de les Virtuts usades en el combat espiritual són: el cíngol, símbol de la veritat i la caritat; la cuirassa, de la justícia i la puresa; el calçat, com a emblema del zel apostòlic, la humilitat i la perseverança; l'escut, representant la fe i la creu; l'elm com a l'esperança de salvació; l'espasa, al·legoria de la paraula de Déu, i per acabar, l'arc, símbol de la pregària que actua de lluny. Vesteixen amb un vestit blanc i amb una màscara amable, i la seva roba està brodada amb motius al·legòrics del cristianisme.

## Els set pecats
A la dreta hi ha els set balladors que representen els pecats capitals. Les figures que representen els Set Pecats són: l'àliga, com a símbol de l'orgull s'atribueix a la supèrbia; la rata, com a representació de l'avarícia; el boc, com a al·legoria d'abominació i de luxúria; el porc, emblema de golafreria; l'ós, símbol de la ira; la serp, al servei de l'enveja i l'astúcia, i el porc senglar, com a presagi de mort, s'encarna en la peresa. Van vestits amb pantalons marrons i peces de cuir enganxades, protegits per unes grotesques i escabellades.